# Górale (województwo kujawsko-pomorskie)
Górale – wieś w Polsce położona w województwie kujawsko-pomorskim, w powiecie brodnickim, w gminie Jabłonowo Pomorskie.

## Podział administracyjny
W latach 1975–1998 miejscowość administracyjnie należała do województwa toruńskiego.

## Demografia
Według Narodowego Spisu Powszechnego (III 2011 r.) liczyły 392 mieszkańców. Są czwartą co do wielkości miejscowością gminy Jabłonowo Pomorskie.

## Zabytki
Według rejestru zabytków NID na listę zabytków wpisany jest drewniany kościół pw. św. Marcina z 1723, nr rej.: A/370 z 4.11.1931.